# Charles Coody
Charles Coody, född 13 juli 1937 i Stamford, Texas, USA, är en amerikansk golfspelare.
Coody var en duktig basketspelare men på grund av att han fick polio så blev det golfen som han kom att ägna sig åt. Han vann tillsammans med sitt golflag på Stamford High School Coody 1954 den högsta serien och han blev det året även individuell mästare. Han blev professionell 1963 och han vann tre tävlingar på den amerikanska PGA-touren.
Han vann majortävlingen The Masters Tournament 1971 på Augusta National Golf Club i Georgia. Han gick de fyra rundorna på 279 slag och vann med två slag före Johnny Miller och Jack Nicklaus. Samma år deltog han i det amerikanska Ryder Cup-laget.
Han äger golfklubben Diamondback Golf Club i Abilene i Texas och spelar numera på Champions Tour.

## Meriter

### Majorsegrar
- 1971 The Masters Tournament

### PGA-segrar
- 1964 Dallas Open Invitational
- 1969 Cleveland Open Invitational

### Övriga segrar
- 1971 World Series of Golf
- 1973 John Player Classic, W.B. & H.O. Wills Masters
- 1990 Liberty Mutual Legends of Golf (med Dale Douglass)
- 1994 Liberty Mutual Legends of Golf (med Dale Douglass)
- 1998 Liberty Mutual Legends of Golf (med Dale Douglass)